# أسامة النجيفي
أسامة عبد العزيز النجيفي سياسي عراقي شغل منصب رئاسة مجلس النواب العراقي منذ 11 تشرين الثاني/نوفمبر 2010 وحتى 2014. ولد في الموصل عام 1956 لعائلة ثرية من ملاك الأراضي والسياسيين. بكالوريوس في الهندسة الكهربائية من جامعة الموصل عام 1978، وبعد ذلك عمل في قطاع الكهرباء في الحكومة العراقية لمدة 12 عاما، وشارك في إعادة بناء محطات الكهرباء في العراق عام 1992.

## حياته
أسامة النجيفي من مواليد الموصل لعائلة تمتلك مساحة كبيرة من الأراضي الزراعية، كان جده الحاج محمد النجيفي الخالدي نائبا في البرلمان في العهد الملكي، وكان والده أيضا عضو برلمان في دورات متعاقبة. وكان هناك خلاف مع عائلة النجيفي مع الحكومات السابقة، بسبب توجهاتها في ضم الموصل إلى تركيا حيث أن جده طالب باستفتاء دولي حول ذلك حيث أن عائلة النجيفي من أصول تركية. وكان الخلاف الرئيسي مع حكومة البعث من أول أيام استلامها السلطة. وبسبب هذا الخلاف سجن أعمام النجيفي، وقتل أحدهم أيضا على يد البعثيين. رغم هذا الاستهداف، بقيت لديهم قسما من الأراضي، حيث أن ما لا يقل عن 70 ألف دونم، صادرتها حكومة البعث من أراضي العائلة في مدينة الموصل؛ فبقي مساحات من تلك الأراضي، حيث أنشأ عليها مزرعة نموذجية. وخريج كلية الهندسة قسم هندسة كهربائية، جامعة الموصل.

## حياته السياسية
تولى وزارة الصناعة والمعادن في مايو 2005 تحت رئاسة وزراء غازي الياور. وفي نوفمبر 2010، تولى رئاسة البرلمان العراقي.

## إلغاء منصبه
في 9 آب/أغسطس 2015 أعلن رئيس الوزراء العراقي حيدر العبادي عن مجموعة قرارات وإصلاحات أبرزها إلغاء مناصب نواب رئيس الجمهورية (نوري المالكي وأسامة النجيفي وإياد علاوي) ونواب رئيس مجلس الوزراء (بهاء الأعرجي وصالح المطلك وروز نوري شاويس) في استجابة للاحتجاجات الشعبية الأخيرة، وأقر مجلس الوزراء العراقي القرارات التي أصدرها.